# Michael Jordan (Zeichner)
Michael Jordan (* 1972 in Erlangen) ist ein deutscher Künstler und Comiczeichner.

## Leben
Jordan studierte Medien-Illustration an der Hochschule für Angewandte Wissenschaften Hamburg und Druckgrafik an der Universität für angewandte Kunst in Wien. Er arbeitet als Zeichner und Druckgrafiker.
1999 errang er einen 1. Preis beim Internationalen Comixwettbewerb Fumetto Luzern in der Schweiz; 2002 war er UNESCO-Stipendiat an der Faculty of Fine Arts in Chiang Mai, Thailand. Nach einer Gastprofessur für konzeptionelles Zeichnen an der Webster University, Wien, im Jahr 2006 lehrte Michael Jordan von 2008 bis 2010 im Rahmen der Friedrichs-Stiftungsprofessur Illustration an der Hochschule für Gestaltung Offenbach.
2013 bis 2014 und 2020 lehrte er Zeichnung und Druckgrafik am Middlebury College in Vermont, USA. 2017 war er Styria-Artist-in-Residence in Graz, Österreich. 
Seine Werke wurden bereits unter anderem in Stockholm, Wien und Berlin ausgestellt. Michael Jordan lebt und arbeitet als freier Künstler in Erlangen.

## Veröffentlichungen
- Mit Hannah Brinkmann, Nathalie Frank, Barbara Yelin, Julia Kleinbeck, Moritz Stetter, Birgit Weyhe: Wie geht es dir?: 60 gezeichnete Gespräche nach dem 7. Oktober. Avant, 2025, ISBN 978-3-96445-140-8.
- Warum wir müde sind, avant-verlag, Berlin 2020, ISBN 978-3-96445-038-8
- Die unsichtbare Attrappe, tonto Comics Nr. 11, Graz 2008, ISBN 978-3-9502091-3-6
- Jack Mom und die Anderen, tonto Comics Nr. 9, Graz 2007, ISBN 978-3-9502091-2-9

## Ausstellungen
Einzelausstellungen
- 1998 Butz & Schopenhauer, 8. Internationaler Comic-Salon Erlangen, Galerie Hartmut Beck, Erlangen
- 2000 Tetra Pak Radierungen, Palais Wittgenstein (Bulgarische Botschaft), Wien
- 2002 etchings, Galerie der Fakultät für Bildende Kunst der Universität Chiang Mai, Thailand
- 2007 Die Utopisten - realitaetsfilter Familienfeier, Klanghaus Erlangen
- 2008/2009 The White Land 2, Galerie Hirtengasse, Nürnberg
- 2014 Rehearsal with Interior, Galeriehaus Nord, Nürnberg
- 2017 Croquons Rennes á l´heure européenne, (mit Etiou) Galerie Pierre Jaffry - Maison Internationale de Rennes
- 2017  This No Dream to Stay, Institute of Fine Arts Shenzhen, China

Gruppenausstellungen
- 2000 album 00, Galerie Cult, Wien
- 2001 metamorphosis - Kaltnadelradierung auf Tetra Pak, Galerie xprssns, Hamburg
- 2003 12 Bücher Bibliothek, Forum Stadtpark, Graz
- 2005/2006 Total abgefahren, Kunsthaus Nürnberg
- 2005/2006 Buchkunst – Buchgraphik – Buchobjekte, Künstlerhaus Wien
- 2008 Am Rande des Comics: old boys & young boys, Kunstmuseum Erlangen
- 2008 bird reiter house, Riche, Stockholm
- 2008 Paint ‘n‘ Roll, Forum Stadtpark, Graz
- 2008 Konstforum Norrköping, Schweden
- 2008 Österreichisches Kulturinstitut Prag im Rahmen des Komiksfest, Prag